# Pellestrina
Pellestrina ist eine schmale, mehr als 11 km lange Insel am Nordwestende der Adria, die einen Teil des Abschlusses der Lagune von Venedig in Richtung offener See bildet. Sie bildet eine Art Sanddüne, die an der Ostseite bereits im 18. Jahrhundert stark befestigt wurde. Politisch zählt sie mit ihren 3711 Einwohnern (Stand: 2018). zur Stadt Venedig.
Spätestens seit dem 6. Jahrhundert durchgehend besiedelt, spielten vor allem Fische und Muscheln eine wesentliche Rolle bei der Selbstversorgung und dem Handel, aber auch der Bau von Wasserfahrzeugen; zudem spielte die Herstellung von Spitzen bester Qualität durch die Frauen der Insel lange eine bedeutende Rolle. Wie überall in der Lagune gewinnt der Tourismus zunehmend an Bedeutung. Dabei versucht man, Fahrrad- und Autoverkehr zu trennen. Die Anbindung an die Nachbarinseln, an Chioggia, Lido und Venedig erfolgt durch Autofähren und die für die Lagunenstädte so bedeutenden Vaporetti.
Nur wenige Gebäude aus der Zeit vor dem 18. Jahrhundert sind erhalten geblieben, da die Insel mehrfach von Naturkatastrophen und Kriegen heimgesucht und zeitweise völlig entvölkert worden ist. Seit dem 18. Jahrhundert hat sich die Einwohnerzahl von bis zu 10.000 um beinahe zwei Drittel reduziert. Heute existieren fünf Kirchen auf der Insel, hinzu kommt ein Museum, das Piccolo Museo Laguna Sud, das sich mit der südlichen Lagune und ihrer Geschichte befasst. Im Süden befindet sich ein Naturschutzgebiet, das eine Vorstellung vom ursprünglichen Zustand der Insel gibt.

## Name
Der Name Pellestrina leitet sich von der alten Bezeichnung Pristene (lat.: Portus Prestenae) ab. Schon im Römischen Reich bestanden Kanäle (fossae), die, wie die fossa Clodia, bis Chioggia reichten. Sie gestatteten Booten die Fahrt nach Pellestrina und weiter nach Metamaucum (unweit des späteren Malamocco). So konnte der Verkehr von Ravenna über diese Wasserwege nach San Pietro di Castello, Murano, San Giacomo in Paludo und Torcello bzw. Altinum reichen.
Nach einer damit zusammenhängenden Erklärung war es ein Philistos († 356 v. Chr.), der von Dionysios I. von Syrakus nach Adria verbannt worden war, und der dort für die Etsch einen Durchfluss in die Adria schaffen sollte. Diese Gräben wurden fossiones Philistinae genannt. Aus diesen wurden in den Nachbargebieten fosse Pristine, woraus schließlich Pelestrina, dann endlich Pellestrina geworden sein soll.

## Geographie

Karte der Lagune von Venedig, entstanden in den Jahren vor 1886, veröffentlicht 1893 mit späteren Korrekturen bis 1901

Pellestrina erstreckt sich südlich des Lido – von diesem durch den Malamoccokanal getrennt – in südlicher Richtung bis kurz vor Chioggia, wird also nach Süden vom Chioggia-Kanal begrenzt. Im Westen befindet sich die Lagune von Venedig, im Osten die Adria. Pellestrina bildet dabei eine langgestreckte Sandbank, die zwischen der Lagune und dem Meer entstanden ist. Trotz der Länge von 11,5 km beträgt ihre Fläche nur 2,28 km², weil sie sehr schmal ist – ihre Breite schwankt zwischen 25 und 210 m. Das Nordende heißt Santa Maria del Mar, das Südende Ca’ Roman; letzteres bildet eine Art Halbinsel.
Die Insel wird seit dem 18. Jahrhundert durch Wellenbrecher aus großen Steinen und eine begehbare Mauer (murazzi) aus istrischen Marmorblöcken, die mittels Puzzolanzement (siehe: Puzzolane) zusammengehalten werden, vor der Wucht der Wellen geschützt. Die Höhe der Mauer beträgt bis zu 10 m. Sie fällt zur Lagunenseite steil ab. Die Breite an der Basis beträgt ca. 14 m, die Länge 15 km.
Pellestrina zerfällt in vier Sestieri, analog zu den sechs Stadtteilen im historischen Zentrum Venedigs. Diese vier Inselteile wurden nach den Familien benannt, die im späten 14. Jahrhundert die Insel wieder aufbauen sollten, nämlich den Familien Vianello, Busetti, Zennaro und Scarpa. Neben dem Ort Pellestrina existieren zwei frazioni, nämlich Portosecco im Norden und San Pietro in Volta im Süden. Der Name Portosecco (trockener Hafen) geht darauf zurück, dass sich an dieser Stelle lange eine Durchfahrt befand, die geschlossen wurde. Nördlich davon befand sich eine eigene Insel mit dem Namen Albiola.
Auf der Meerseite befindet sich ein teilweise mittels Saugbaggern angelegter Strand. Er wird durch Steindämme, die Pennelli, unterteilt und durch einen weichen, unter Wasser liegenden Deich etwa 400 m östlich des Ufers geschützt. Die 18 Buhnen und der Strand wurden in der zweiten Hälfte der 1990er Jahre anstelle eines künstlichen Riffs gebaut, das von der Republik Venedig zum Schutz vor Sturmfluten errichtet worden war.

## Flora und Fauna
Von der ursprünglichen Flora und Fauna konnte, trotz intensiver menschlicher Nutzung und der globalen Veränderungen, einiges erhalten, manches wiederhergestellt werden. Dazu gehören zwei Gebiete auf und nahe der Insel, die von besonderer Bedeutung sind.
Vor Pellestrina und San Pietro in Volta befinden sich in einer Tiefe von etwa 20 m die Tégnue, ital. trattenute, weil dort die Netze hängen bleiben konnten. Dabei handelt es sich um Kalkformationen auf dem Meeresboden, die ökologische Nischen mit tiefen Felsschluchten bilden, die von Algen, Mollusken und anderen Tier- und Pflanzenarten bewohnt sind. Für Meeresbewohner sind sie von großer Bedeutung, so für Goldbrasse, Wolfsbarsch und Tintenfische, für die die Tégnue ein wichtiger Zufluchtsort sind, letztere sowie Kalmare laichen dort. Hervorzuheben sind zudem Brauner und Großer Roter Drachenkopf sowie der Corvina genannte Meerrabe. Daneben leben dort Europäischer Hummer und Moschuskrake, Zwergdorsch und Meeraal. Im Museo della Laguna Sud, 2007 eingerichtet in der ehemaligen Schule C. Goldoni, finden sich entsprechende Exponate; das Haus befasst sich aber auch mit der menschlichen Kultur des Gebietes.

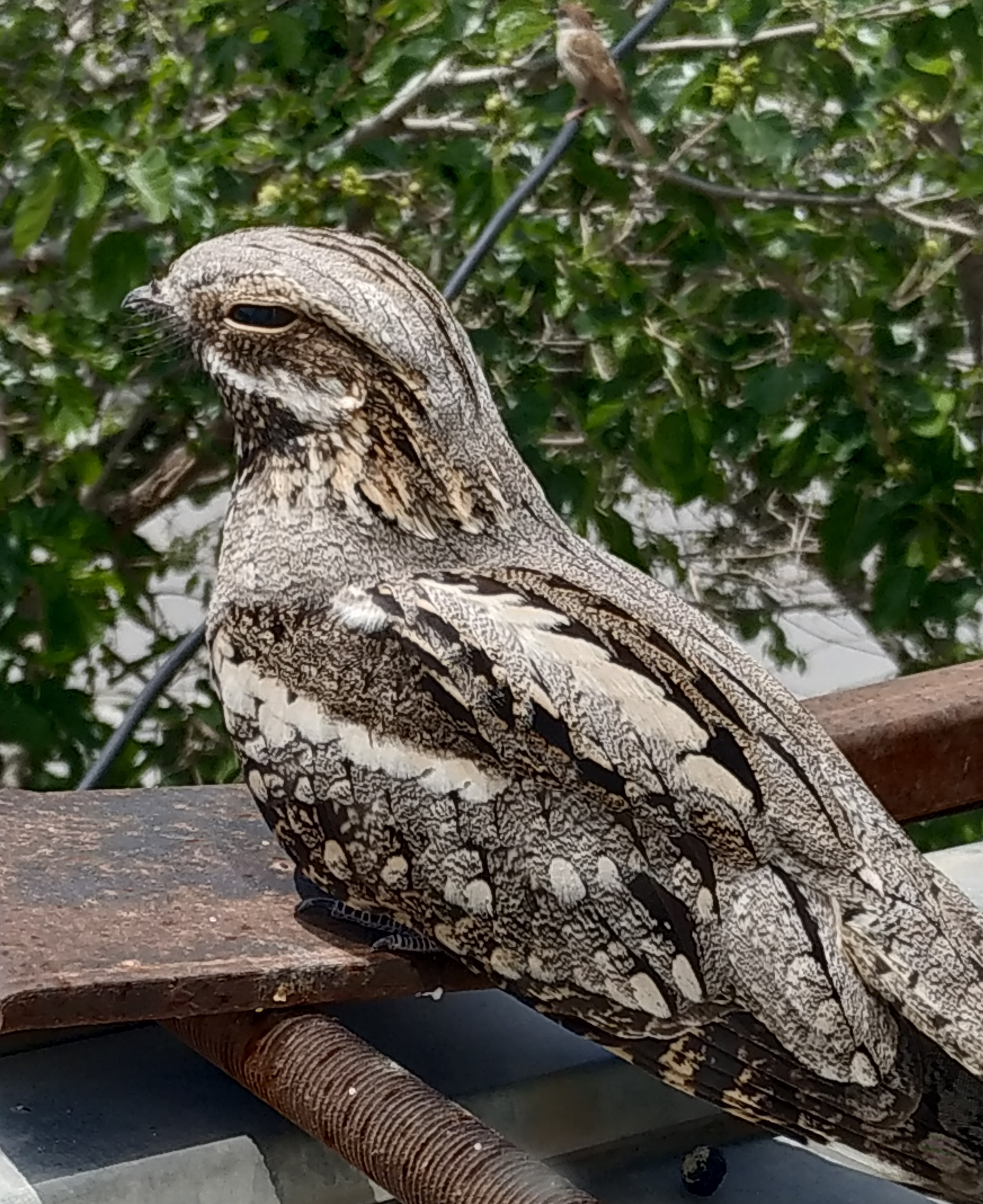
Der vielfach als gefährdet geltende Ziegenmelker brütet im Süden von Pellestrina

Besonders hervorzuheben ist das Schutzgebiet Ca’Roman im Süden von Pellestrina, eines der wenigen Küstenbiotope der oberen Adria, das von der Zementierung, dem Strandtourismus und der damit verbundenen Infrastruktur verschont geblieben ist. Dort, zwischen der Lagune von Venedig und der Adria leben Arten, die mit natürlich geformten Küsten und Dünen verbunden und mit diesen überall im Rückgang begriffen sind. Diese Art von Lebensräumen war für die oberadriatischen Küstenlandschaften charakteristisch, zumal in diesem Klima mediterrane Arten des Südens sehr viel häufiger vertreten sind, als im Hinterland. In den Jahren 1992 bis 2011 wurde 152 Vogelarten beobachtet, darunter Brutvögel wie Seeregenpfeifer, Austernfischer, Ziegenmelker, Sperber, Zwergohreule, aber auch die Samtkopf-Grasmücke; inzwischen sind rund 200 Arten registriert worden. Erfasst wurden zudem 107 Käferarten, von denen zwölf als biogeografisch wichtig eingestuft werden.

## Geschichte

### Besiedlung (6. Jahrhundert), Zerstörungen durch Franken und Ungarn (um 809, bzw. 900)
Die erste dauerhafte menschliche Besiedlung lässt sich nicht belegen, erst ab 568, nachdem Flüchtlinge vor den Langobarden in der Lagune eingetroffen waren, lässt sich eine Besiedlung fassen. Beim Angriff König Pippins auf Venedig, eines der Söhne Karls des Großen, wurde Pellestrina um 809 wohl weitgehend zerstört. Seine Armee zog von Chioggia her kommend über die Lidi, die Sandbänke zwischen der Lagune und der Adria, entlang der Küste, um die seinerzeitige Lagunenhauptstadt Metamaucum nahe dem späteren Malamocco anzugreifen.
Um 900 wurde die Siedlung von Ungarn niedergebrannt, die wohl den gleichen Weg nahmen, allerdings griffen sie mit zahlreichen Booten an; in Erinnerung an diese Katastrophe soll die Kirche San Pietro errichtet worden sein. Dem Dogen Pietro Tribuno gelang es, die Invasoren bei Albiola zu besiegen, dem späteren San Pietro in Volta.
Aus dem Jahr 965 stammt der erste Nachweis einer Kirche auf dem nördlichen Lido (San Pietro), ein Bauwerk, das möglicherweise nach der Ungarninvasion errichtet worden ist.
Ob Pellestrina von der verheerenden Flut getroffen wurde, die Metamaucum, die einstige Hauptstadt der Lagune und Sitz des Dogen kurz nach 1100 zerstörte, ist unklar. Um 1177 jedenfalls erscheint erstmals der Name „Pellestrina“ in einer Liste der Lagunenorte. Dort versuchte man sich, trotz der Risiken, im Weinanbau, der vor allem von Winzern aus Chioggia betrieben wurde, aber auch in der Meersalzgewinnung, die ein Staatsmonopol darstellte.

### Älteste Kirche (12. Jahrhundert), Küstenschutz (ab 1316 fassbar)

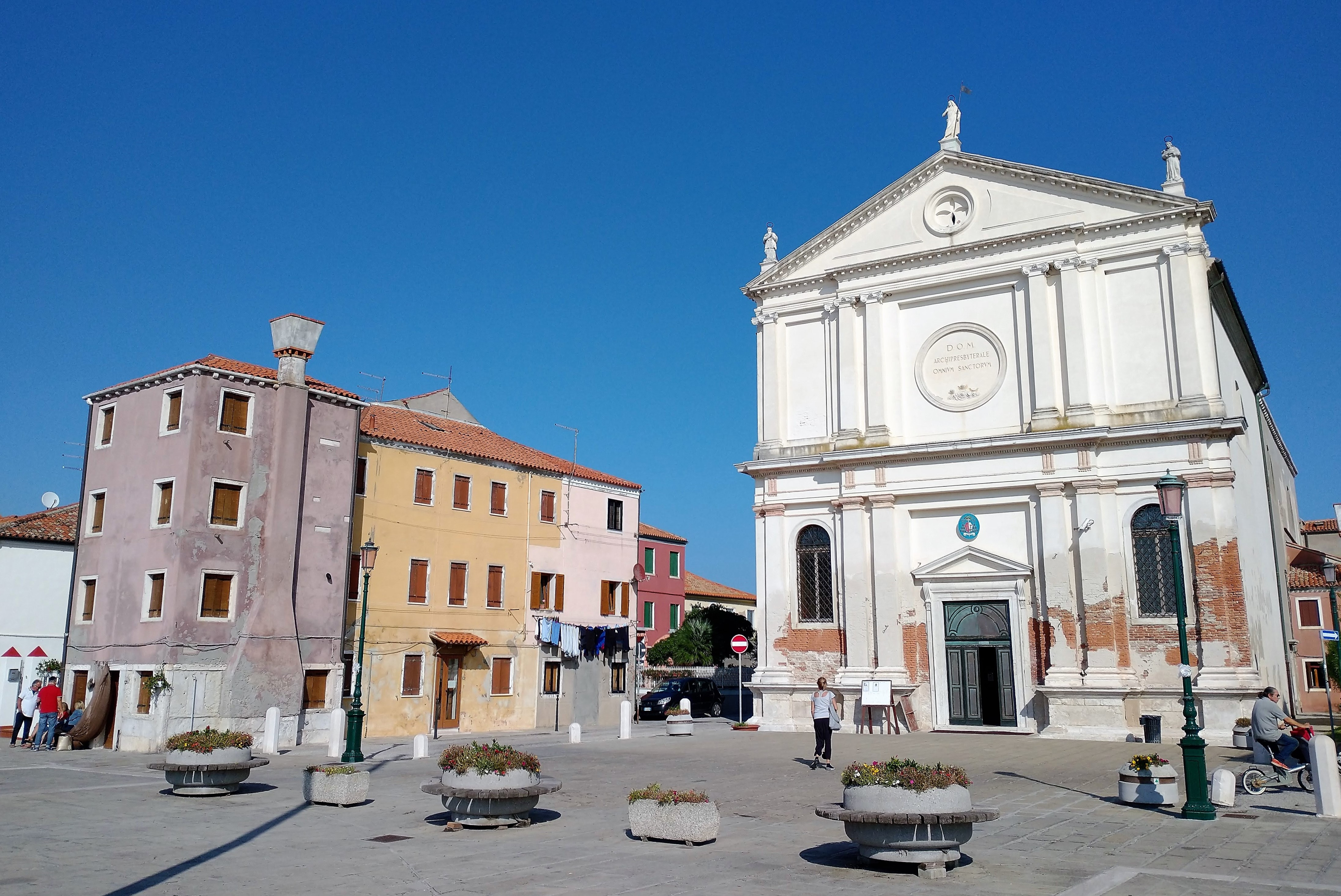
Fassade der Kirche Ognissanti (Allerheiligen)

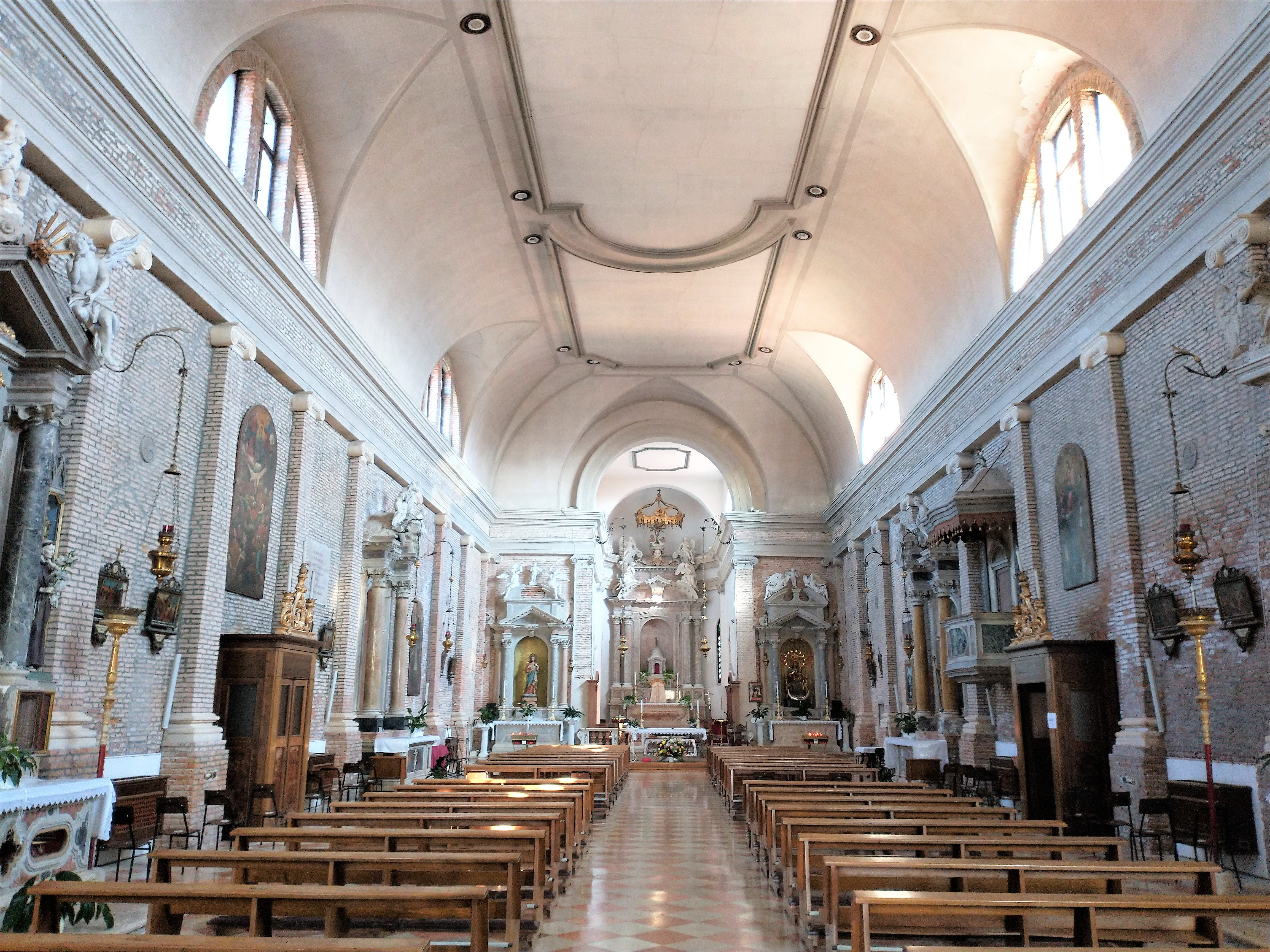
Innenraum der Kirche

1164 erscheint in einer Quelle Weinanbau auf der Insel. Dort befand sich um 1170 ein Wald, der bosco di Pelestrina, von dem nichts geblieben ist. Auch besaßen dort einige Familien Allodialgüter. Zudem erscheint eine Kirche namens San Daniele dort. Auf dieses Kirchengebäude scheint die spätere Ognisanti-Kirche jedoch nicht zurückzugehen.
Die ersten größeren Ausbesserungen am Küstenschutz begannen 1316, erneut 1334. Ausdrücklich wird angemerkt, dass das Meer die Insel überschwemmt habe. Am 15. Februar 1340 wurden Lido und Pellestrina überschwemmt. Unter dem Dogen Bartolomeo Gradenigo wurden im selben Jahr die bis dahin der Rechtsprechung des Dogen unterstellten Städte in der Lagune, nämlich Pellestrina, Poveglia und Malamocco, je eigenen Rettori unterstellt. Zudem entstand mit dem Ofitio sopra i Lidi eine auf Dauer angelegte Einrichtung, die im Bereich Küstenschutz durchgreifende Rechte bis hinunter nach Chioggia erhielt. Offenbar überschnitten sich dabei dessen Rechte mit denjenigen des Podestà von Chioggia, wie aus einem Schreiben des Dogen Antonio Venier hervorgeht. Dass die Probleme drängend waren, geht aus drei lettere ducali hervor, also Schreiben des jeweiligen Dogen, die ab 1335 detaillierte Anweisungen gaben.

### Zerstörung durch Genuesen und Neubesiedlung (ab 1385)
Es erwies sich, dass im venezianischen Verteidigungssystem die Lidi der Schwachpunkt waren, insbesondere Pellestrina. Nach dem Chioggia-Krieg musste die von den Genuesen, die in die Lagune eingedrungen waren, zerstörte Insel in den 1380er Jahren komplett neu besiedelt werden. Dazu erteilte der Podestà von Chioggia 1385 den vier Familien Vianello, Busetti, Zennaro und Scarpa den Auftrag, die jeweils in einem Abschnitt der Insel zuständig waren. Bei dieser Gelegenheit wurde die Lücke, die die langgestreckte Insel bis dahin aufwies, also der Porto, geschlossen. Wann dies genau geschah, ist nicht klar, doch 1425 war die Durchfahrt verschwunden. Seither hat sich die Topographie der Insel nur noch wenig verändert, wenn auch die Wiederbesiedlung viel Zeit in Anspruch nahm, und, schon wegen des Mangels an Baumaterial, zu Anfang nur in geringem Maße möglich war. Daher existieren aus dem frühen 15. Jahrhundert auch nur äußerst wenige Dokumente. Der gemeinsame Besitz der vier besagten Clans führte dazu, dass die Insel, manchmal auch nur ihr nördlicher Teil, als Corregio bezeichnet wurde.

### Unterstellung unter Chioggia, Sturmfluten, Teil des Verteidigungsgürtels um die Lagune
Der Rettore von Malamocco hatte lange eine Art Oberaufsicht über Pellestrina zu führen. Dazu musste er mindestens zwei Mal pro Monat dort erscheinen, um Recht zu sprechen. Doch 1636 wurde dies insofern geändert, als Pellestrina nunmehr Chioggia unterstellt wurde.

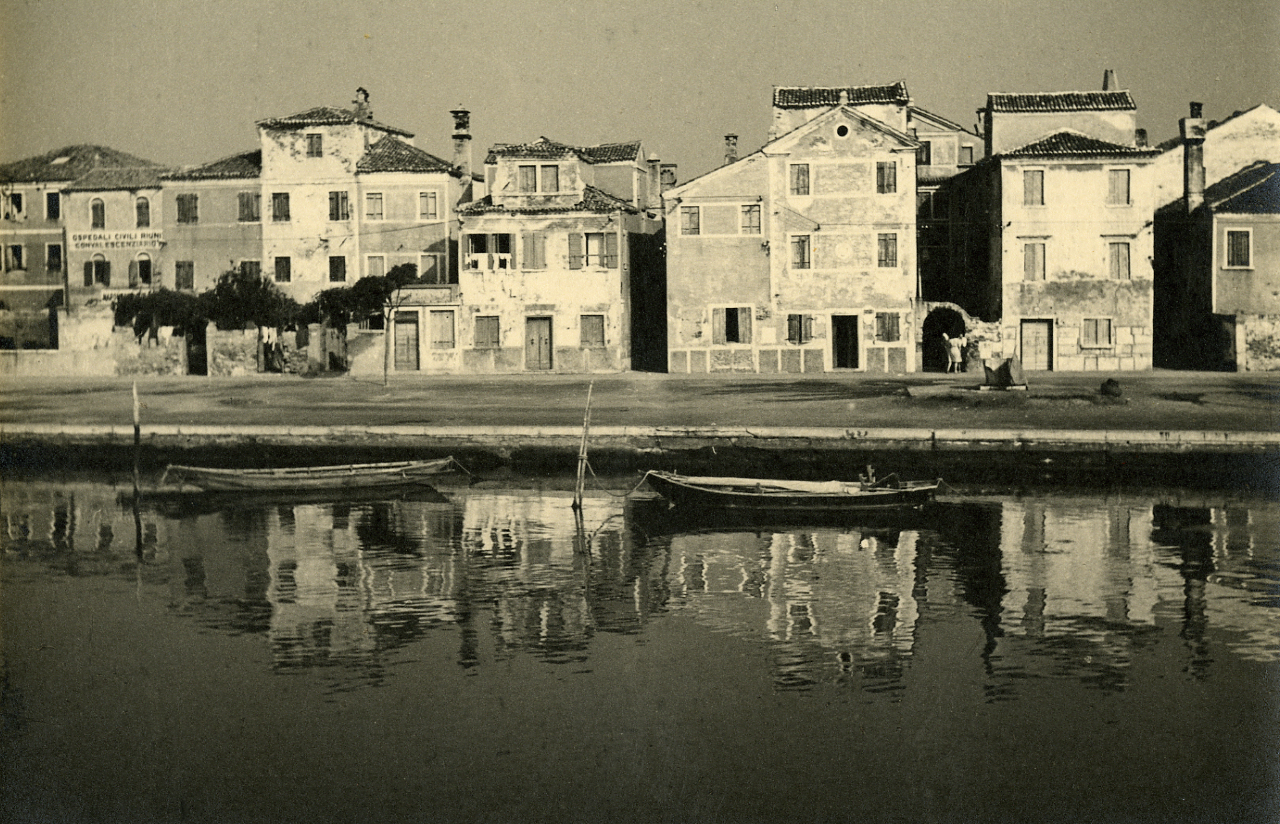
Pellestrina im Jahr 1955

Trotz der Schutzmaßnahmen, die für 1410 belegt sind, hatten die Fluten von 1423 und 1429 verheerende Folgen, etwa versalzenem Boden. Außerdem traf die Pest von 1400 die Bevölkerung, ebenso die von 1428. So erhielt Pellestrina im Rat von Chioggia erst gegen Ende des 15. Jahrhunderts einen Vertreter. Um 1474 besaß auch der Bischof von Chioggia Land in Corregio, wobei der nördliche Teil schon seit den 1380er Jahren überwiegend in Kirchenbesitz war. Das Gebiet bis Porto Secco gehörte vielfach den Kanonikern von San Marco.
Nördlich des aufgegebenen Hafens befand sich lange eine Insel namens Pastene, auf der sich das Oratorium Santa Maria della Cava befand. Die Insel wurde 1456 so stark geschädigt, dass die Einrichtung 1456 auf den Lido verlegt werden musste. 1488, so geht aus einer Urkunde hervor, bestand die neue Kirche, während die alte seit vielen Jahren nur noch als Ruine bestand. 1495 wurden auf Corregio und auf Pastene zwei Türme errichtet, auf denen sich ständig Wachen befanden; sie verschwanden allerdings im Laufe des 16. Jahrhunderts.
Um 1500 befanden sich auf Pellestrina zwei Kirchen, nämlich die Ältere Ognissanti, zu der sich nun, dieser untergeordnet, SS. Vito e Modesto gesellten. Letztere sollte das Kloster aus Vorkriegstagen ersetzen. 1535 wurde Ognissanti vergrößert, was auf mehr Bewohner hinweist. Die Bedrohung durch Fluten hielt an, allein im 16. Jahrhundert ist von sechs schweren Überschwemmungen die Rede. Die Salinen fielen diesen Katastrophen zum Opfer, so dass die Kultivierung der Insel und der Fischfang nunmehr die einzigen Existenzgrundlagen waren. Der Fischverkauf durfte, zumindest um 1553, nur auf dem Rialtomarkt stattfinden. Häufig stritten sich dabei Malamocco und Chioggia um die Rechte auf der Insel; diesen Auseinandersetzungen setzten mehrere Dogenbriefe ein Ende. Chioggia behielt seine Vorrechte, wie etwa das Einziehen von Bußgeldern.
Die Giustizia nova war für die Wahl der Pfarrer an der Kirche bis 1626 zuständig. Der Gemeinde gelang es, die Kirche auf eigene Kosten zu renovieren und sie am 20. Mai 1618 weihen zu lassen. Zu Pellestrina gehörte auch Albiola, so dass sich die Gemeinde bis Malamocco erstreckte. In Albiola bestand ein Kloster namens Santi Vito e Modesto. Die spätere Kirche gleichen Namens könnte auf dieses Kloster zurückgehen. In jedem Falle erhielt die gesamte Insel nach dem Verschwinden Albiolas den Namen Pellestrina, so dass ein entsprechender Eintrag bei der Einsetzung eines Priors im Jahr 1517 hierin seine Erklärung finden könnte, denn dort ist die Rede von „super littus Pellestrinae“.
1544 wurde durch Papst Paul III. das Priorat der Familie Bembo überantwortet. Die Bembo erklärten sich bereit, auf eigene Kosten die Kirche wiederherzustellen. Dies war spätestens 1595 wieder notwendig, nachdem verheerende Stürme das kleine Gebäude schwer beschädigt hatten. Immerhin barg das Kirchlein eine Mariendarstellung von Giambattista Tiepolo.
Seit der Wiederbelebung ab dem späten 14. Jahrhundert gelang es nicht einmal der Pestepidemie von 1630 und zwei großen Überschwemmungen, die neuen Bewohner zu vertreiben. Durch nicht immer freiwillige Ansiedlung versuchte man die Insel weiter zu beleben. 1543 traf die Insel erneut eine verheerende Sturmflut, die Ca’Roman, die Südspitze, wurde verwüstet. Als Giacomo Naclante, der Bischof von Chioggia, im Jahr 1546 eine Visitation durchführte, traf er in der Gemeinde noch 200 Seelen bei der Kommunion an. Sicher hatte der Ort weniger als 1000 Einwohner. Mitte des 19. Jahrhunderts zählte man hingegen 7400 Einwohner.
Pellestrina, genauer gesagt die beiden Durchfahrten nördlich und südlich der Insel, erhielt im 16. Jahrhundert eine wachsende militärische Bedeutung, nämlich für die Verteidigung der Lagune gegen eindringende Schiffe von der Adriaseite. So wurde nach der Seeschlacht von Lepanto (1571) gegenüber der Südspitze eine Insel zu einer achteckigen, mit Kanonen bestückten Festung ausgebaut, dem Ottagono Ca’ Roman.

### Madonna dell’Apparizione (ab 1716), Trinitarier, dann Dominikaner bis zur Ordenauflösung unter den Franzosen

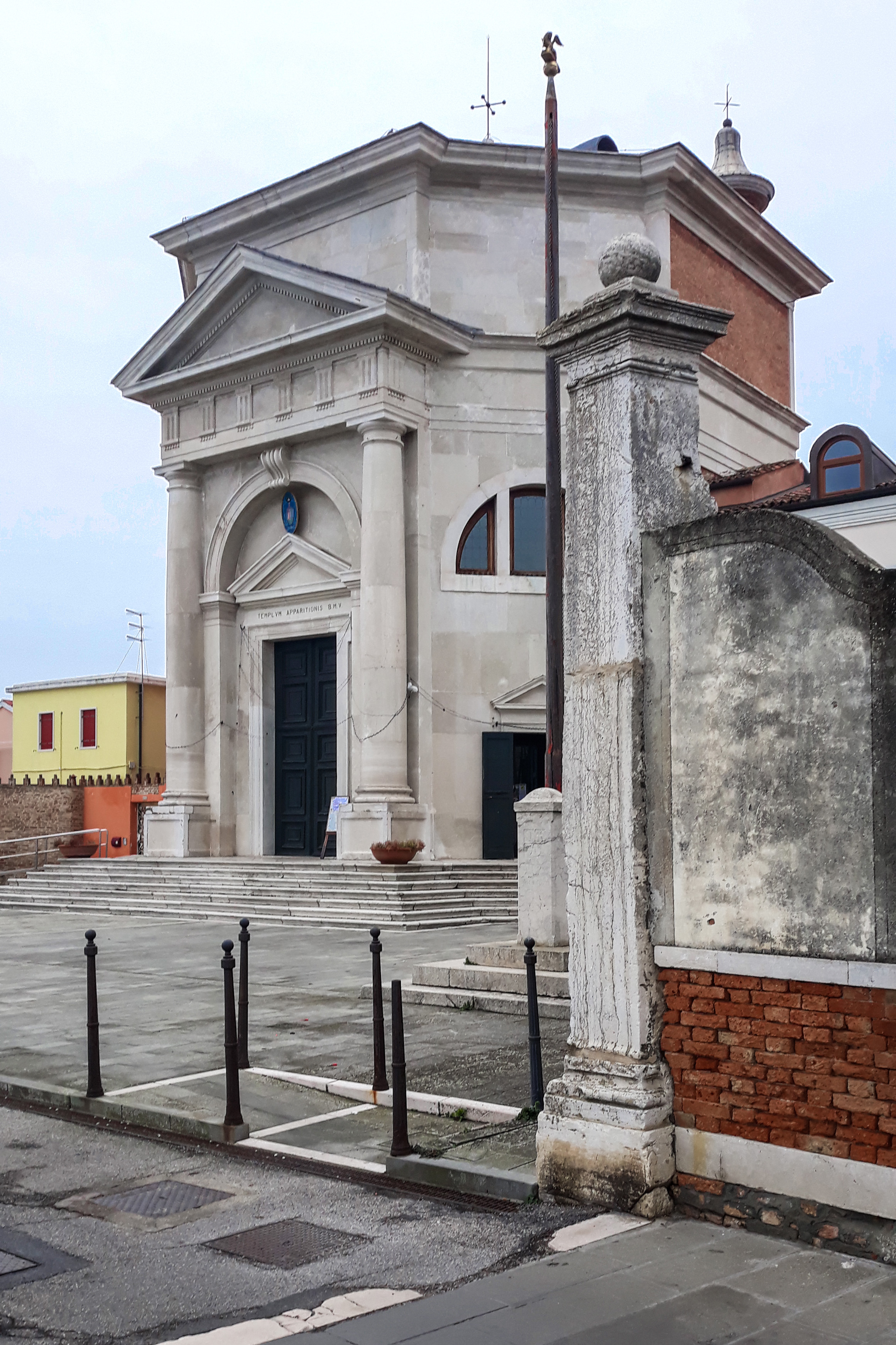
Außenfassade des Santuario dell’Apparizione (Erscheinungskirche)

Am 5. August 1716 soll es in der Kirche zu einem Marienwunder gekommen sein, das auch dem Senat mitgeteilt wurde. Der Doge Giovanni II. Corner selbst schrieb am 8. August des Jahres an den Podestà von Chioggia. Das Wunder wurde schnell mit einem Sieg über die Osmanen vor Korfu in Verbindung gebracht. Der Senat beschloss am 21. August 1717, dass die Verehrung des Wunderortes gefördert werden sollte, unter anderem mit dem Bau einer eigenen Kapelle (Madonna dell’Apparizione). Dazu wurden unter anderen Magistraten die Provveditori sopra i Monasteri herangezogen. Doch der geplante Neubau einer Kirche wurde 1722 durch schwere Überschwemmungen aufgehalten, das Marienbildnis sollte in die neue Kirche gebracht werden, wo es sicherer war. Die Marienkirche wurde unter Leitung von Andrea Tirelli errichtet und als San Vio bekannt, das Marienbildnis 1723 im Beisein Tausender Venezianer dorthin verbracht. Insgesamt genehmigte der Senat für alle Baukosten über 20.000 Dukaten.
Infolge von Interessenkonflikten der zuständigen Trinitarier aus dem Piemont mussten diese die Insel fluchtartig verlassen; der Konvent wurde 1735 aufgelöst. Nur Natale Scarpa, einer der Zeugen für das besagte Marienwunder und inzwischen Priester geworden, sowie Domenico Busetto durften bleiben. Nach verschiedenen Vorschlägen zog der Senat die Ansiedlung von Dominikanern vor. Sie blieben, bis Napoleon die Orden auflösen ließ.

### Flutsicherung und Murazzi (1744–1781)

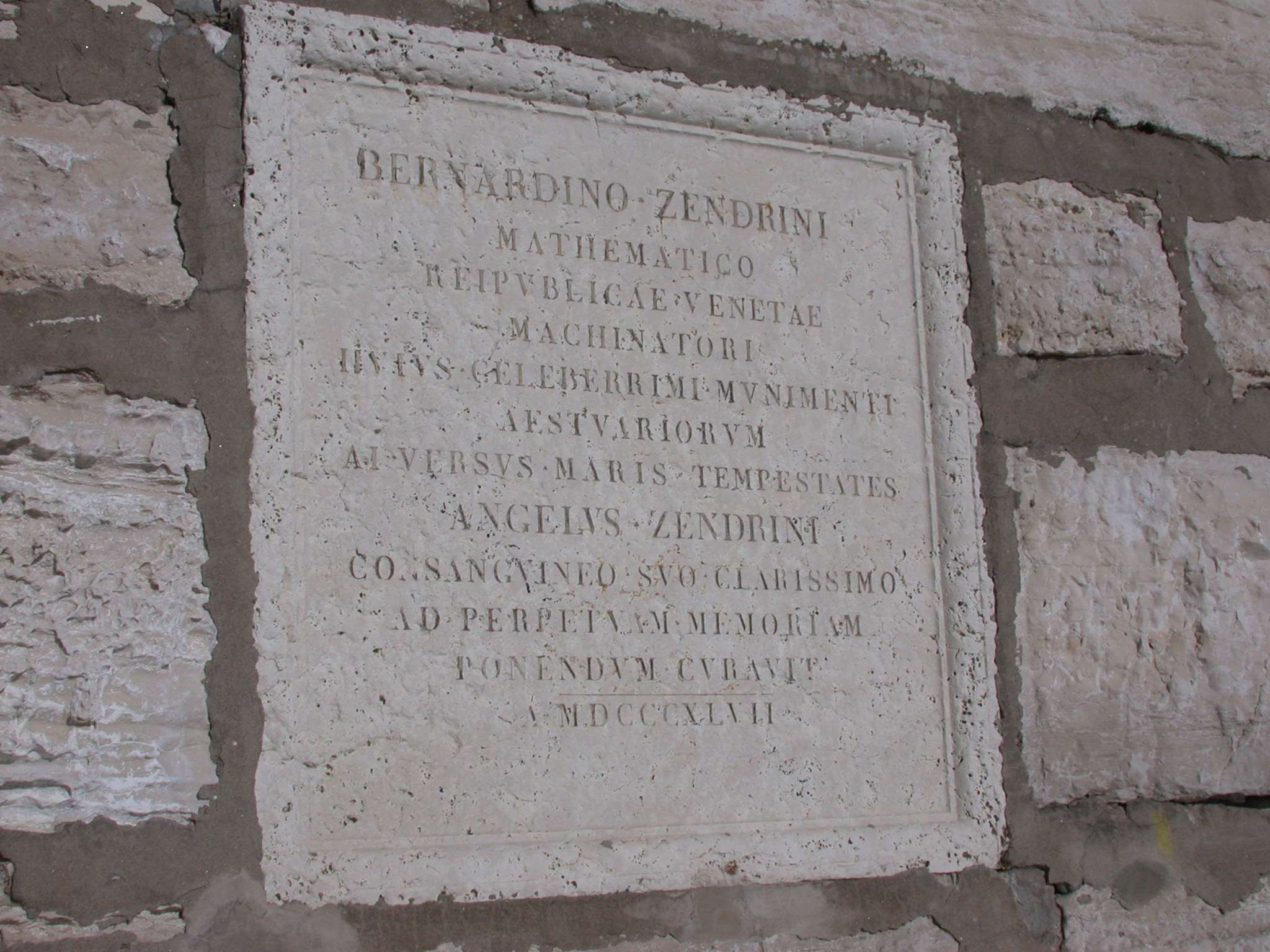
Gedenktafel zur Erinnerung an Bernardino Zendrini, 1847

Die Arbeiten an den oben genannten murazzi wurden im April 1744 zur Zeit des Dogen Pietro Grimani begonnen und dauerten bis 1781. Die Idee und Pläne stammten von Padre Vincenzo Coronelli (1716), ausführender Architekt war Bernardino Zendrini. Die Baukosten betrugen ungefähr 20 Millionen franchi. Eine Inschrift an der Mauer berichtet stolz: „Ansu romano, aere Veneto“ – mit römischer Kühnheit, auf Kosten Venedigs. Vor Errichtung der murazzi war die Insel lediglich durch Aufschüttungen aus Erde, Sand und Schotter zwischen Holzpfählen leidlich geschützt gewesen. Dass die Naturgewalten dennoch weiterhin eine Gefahr darstellten, erwies sich beim Untergang der San Ignazio vor der Insel am 12. März 1763. 1766 zählte man auf der Insel 9.019 Einwohner.

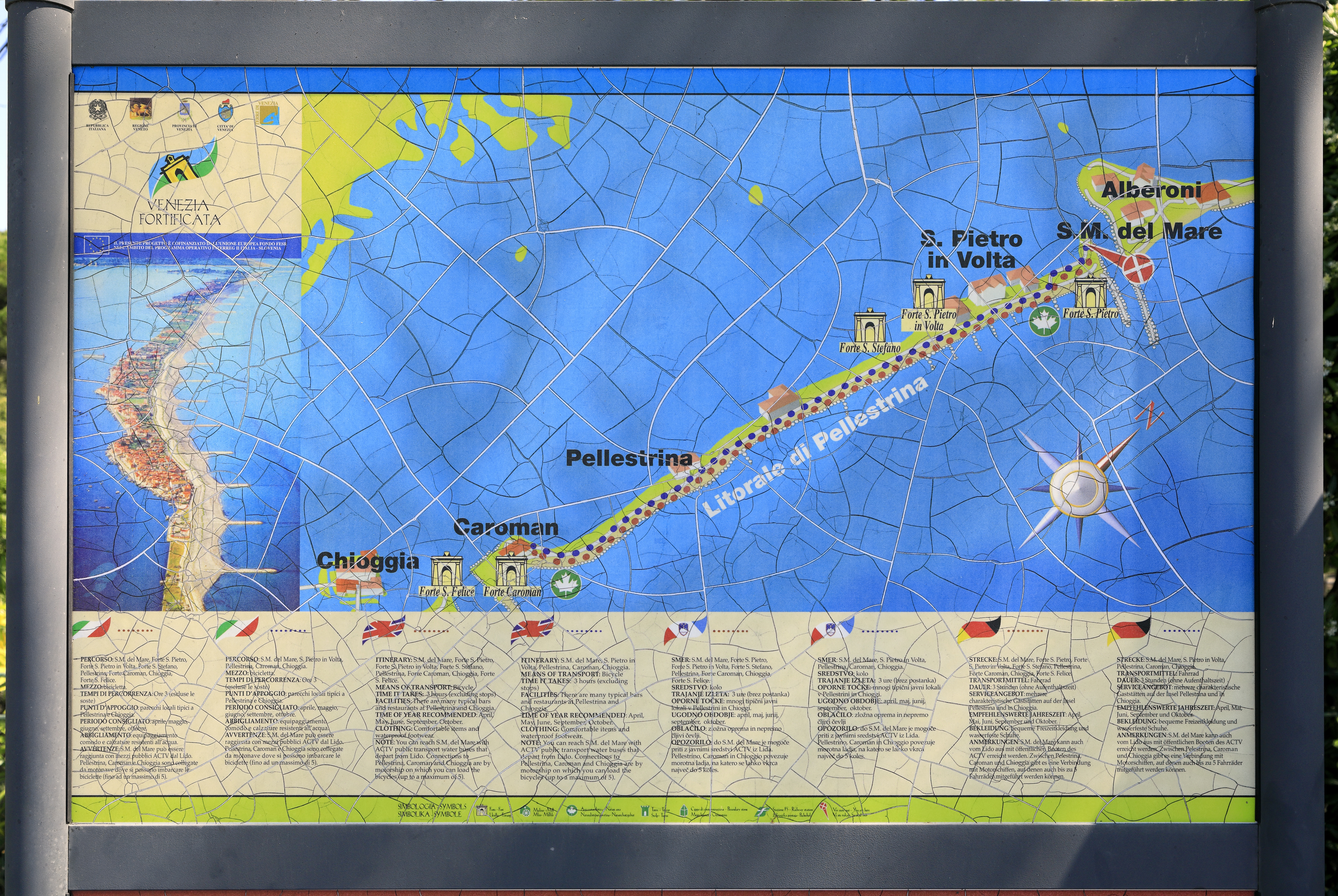
Orientierungsplan am Nordrand der Insel, fokussiert auf die Festungswerke

### Frankreich, Österreich: Auflösung der Klöster und Konvente (ab 1806), britische Belagerung (1814)
Mit dem Ende der Republik im Jahr 1797 kam die Insel an Frankreich, dann bis 1806 an Österreich. Mit dem Dekret vom 28. Juli 1806 wurden in der Diözese Venedig, in der l797 noch etwa 44 Klöster und 30 Konvente bestanden hatten, 18 Klöster und 15 Konvente in einem ersten Schritt aufgelöst. Hinzu kamen 3 Konvente und 15 Klöster in Torcello. Auf Pellestrina war Santa Maria del Mare von der Auflösung betroffen. Damit sicherte sich die neue Regierung Möglichkeiten der Truppenstationierung, die wiederum der Sicherung der Seegrenzen dienten. In einem weiteren Schritt wurde die Kirchen- und Klosterlandschaft Venedigs den neuen Organisationsvorstellungen Frankreichs angepasst. Pellestrina wurde 1806 zur autonomen Kommune. Die auf der Insel errichteten Festungen wurden weitergenutzt und ausgebaut.
Als das erneut französische Venedig von der britischen Flotte bis Anfang Mai 1814 belagert wurde, bemühte man sich unter Bürgermeister Bartolomeo Gerolamo Gradenigo die Versorgung der insgesamt 159.800 Einwohner sicherzustellen. Von ihnen lebten 115.000 in der Stadt selbst, 22.000 in Chioggia, 9.000 auf Pellestrina und in Malamocco, weitere 4.000 auf Murano und 9.000 auf Burano sowie 800 auf Vignole, Treporti und den umgebenden Inseln.

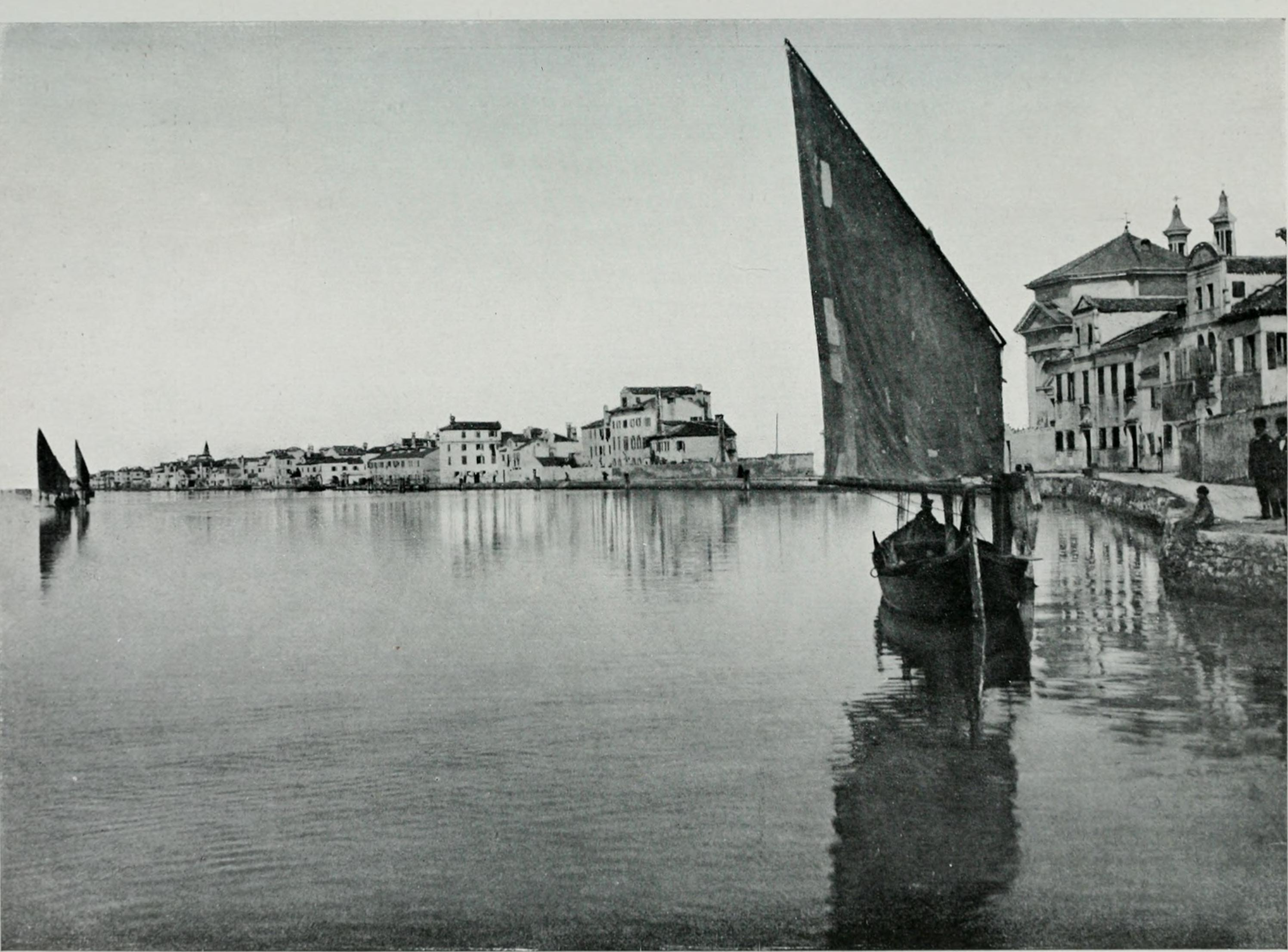
Segelboot vor Pellestrina

Bei einer erneuten Zählung im Jahr 1832, seit 1815 unter österreichischer Herrschaft, ermittelte man auf Pellestrina 8.073 Einwohner. 1866 wurde Pellestrina mitsamt Venetien ein Teil Italiens, wobei die Kommune zunehmend den Anschluss an Venedig verlangte.

### Tourismus (ab 1900), Rückgang der Bevölkerung, Sommerschule (1923–1941), Besatzung und Festungsbau (1941–1943)
Mit der Einrichtung erster Bäder um 1900 durch Dr. Antonio Marella entstand ein neuer Wirtschaftszweig (er wurde später selig gesprochen). Auch bemühte er sich um die Alphabetisierung. Um diese Zeit hatte Pellestrina etwa 7.000 Einwohner. Am 28. November 1920 signalisierte der dortige Stadtrat, dass er dem Ansinnen einer Eingemeindung stattgeben wolle. Mit Beschluss vom 26. Juli 1921 wurde Pellestrina ab 1923 zu einer frazione Venedigs mit eigenen Zuständigkeiten für Fragen von Geburt, Eheschließung und Tod. Die Archivalien befinden sich heute im Archivio storico del Comune di Venezia.
1911 wurde Pellestrina, wie viele Inseln der Lagune, von der Cholera getroffen, die durch Thomas Manns Tod in Venedig ab 1913 auch im deutschen Sprachraum bekannt wurde. Nach dem Ersten Weltkrieg, im Jahr 1921, zählte man nur noch 5.609 Einwohner. Ihre Zahl stieg bis 1931 auf 6.186, um danach bis 1939 auf 5.217 zu fallen.
Zwischen 1923 und 1941 bestand eine Sommerschule, die von Professor Alberto Graziani gegründet worden war. 1941 ging diese an die Canossianerinnen. Während der deutschen Besatzung zwischen 1943 und 1945 entstanden Bunker und sonstige militärische Anlagen.

### Flüchtlinge nach dem Zweiten Weltkrieg, Nachkriegsjahre

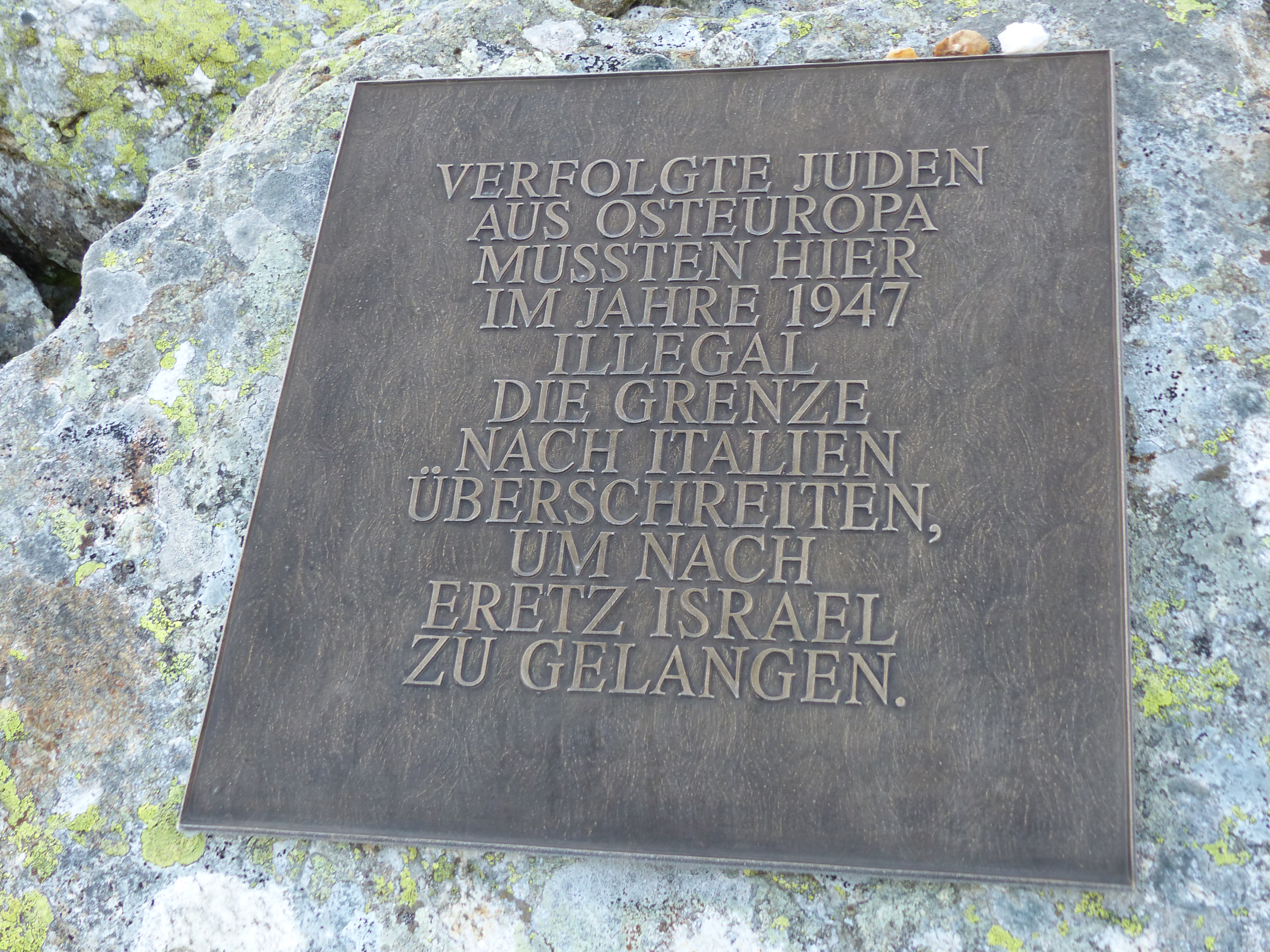
Gedenkplatte auf dem Krimmler Tauern

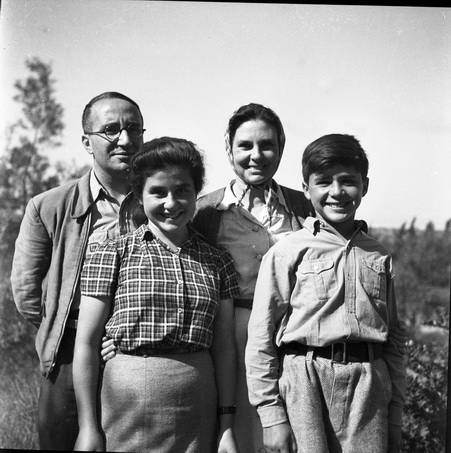
Ada Sereni mit ihrer Familie im Jahr 1944

Zahlreiche Flüchtlinge kamen in den Nachkriegsjahren nach Venedig, einige auch nach Pellestrina. Am 5. November 1947 fuhr die Kadima, die zuvor Raffaeluccia hieß, mit 794 jüdischen Flüchtlingen an Bord nach Palästina. 2017 wurde zum Gedenken an dieses Ereignis eine Tafel aufgestellt. Von den 250.000 Ausreisewilligen Juden nahm etwa ein Fünftel den Weg über Italien. Viele von ihnen reisten ohne Genehmigung; allein ein Pfad über die Alpen, nämlich über den Krimmler Tauern (2633 m) – die Hauptpässe waren bewacht – führte 1946/47 etwa 5.000 von ihnen nach Süden. Dabei spielte Ada Sereni, die versuchte, ihren Mann aus deutscher Gefangenschaft zu befreien (er starb wohl in Dachau), eine zentrale Rolle. Von den 69 Schiffen, die das von ihr führend organisierte Programm zur Überfahrt nach Palästina Alija Bet vorsah, fuhren allein 37 von italienischen Häfen ab. Das entsprach etwa 33.300 von knapp 73.000 Emigranten.
Das erste Boot fuhr im März 1946 von Venedig ab, die erste größere Gruppe von 7.620 Menschen konnte Venedig auf der Pan Crescent erst nach einem Anschlag verlassen, um am 1. Januar 1948 in Palästina anzulegen. Nun kamen etwa 800 Flüchtlinge aus Treviso, darunter 120 Kinder. Sie sollten mittels des Schiffbauers (cantiere) De Poli auf Pellestrina transportiert werden, nachdem sie in sehr kleinen Gruppen zu Fuß den Zusammenfluss von Brenta und Gorzone bei Brondolo am Südrand der Lagune erreicht hatten. Heimlich überquerten sie nachts auf 30 Booten die Lagune. Wieder über De Poli konnten sich im Januar 1948 weitere 273 Menschen einschiffen. Elio Toaff, der Rabbiner von Venedig, stellte ihnen die hebräische Schule zur Verfügung. Ein weiteres Schiff, die Esmeralda, war im Cantiere Schiavon auf Pellestrina gebaut worden, nämlich in San Pietro in Volta. Auch dieses Schiff erreichte, wenn auch, ähnlich wie die anderen, unter größten Schwierigkeiten, mit 769 Menschen an Bord sein Ziel. Wesentliche Unterstützung leistete der Inhaber der Werft auf Pellestrina, Clemente De Poli mit Hilfe seiner Söhne und Neffen. De Poli wurde nach zwei Monaten Haft von Sereni befreit. Zu nennen ist auch der Kapitän Enrico Levi (1918–2007), der Alija Bet bereits 1944 Vorschläge zum Ankauf von Booten machte – mit einem solchen Boot brachte er selbst 37 Migranten nach Palästina. Schließlich war der Maschinist Desiderio Ballarin, der auf Pellestrina lebte, von großer Bedeutung. Er wurde von den Briten in Britisch-Zypern interniert, kam nach Israel und konnte mit falschen Papieren heimkehren. Sichtbar wurde ein informelles italienisches Netzwerk bis in höchste Regierungskreise, das die Flüchtlinge unterstützte, während die Briten diese behinderten. Die erste legale Einreise nach Palästina erfolgte erst am 15. Mai 1948.
Nach dem Krieg wuchs die Einwohnerzahl bis 1953 auf 6.505, um danach langsam zu sinken. 4.698 Einwohner zählte man 1996, 2002 waren es immer noch 4.650, doch 2018 waren es nur noch 3.711. Der Ort Pellestrina selbst zählte dabei 2.540 Einwohner, davon waren 40 Ausländer, San Pietro in Volta 1.097 bei 27 Ausländern, Santa Maria del Mare 74, bzw. 7. Zur Volkszählung 2001 waren auf der Insel noch 4.471 ständige Einwohner nachgewiesen worden, davon 3.016 im gleichnamigen Hauptort im Süden und 1.184 in San Pietro in Volta im Norden. Dritter Ort ist der Krankenhauskomplex Santa Maria del Mare am nördlichen Ende mit zu dieser Zeit 151 Einwohnern. Weitere auf Karten aufgeführte Orte wie Sant’Antonio und Porto Secco wurden nicht separat nachgewiesen, sondern nur unter der summierenden Kategorie Case Sparse (etwa: verstreut liegende Häuser).

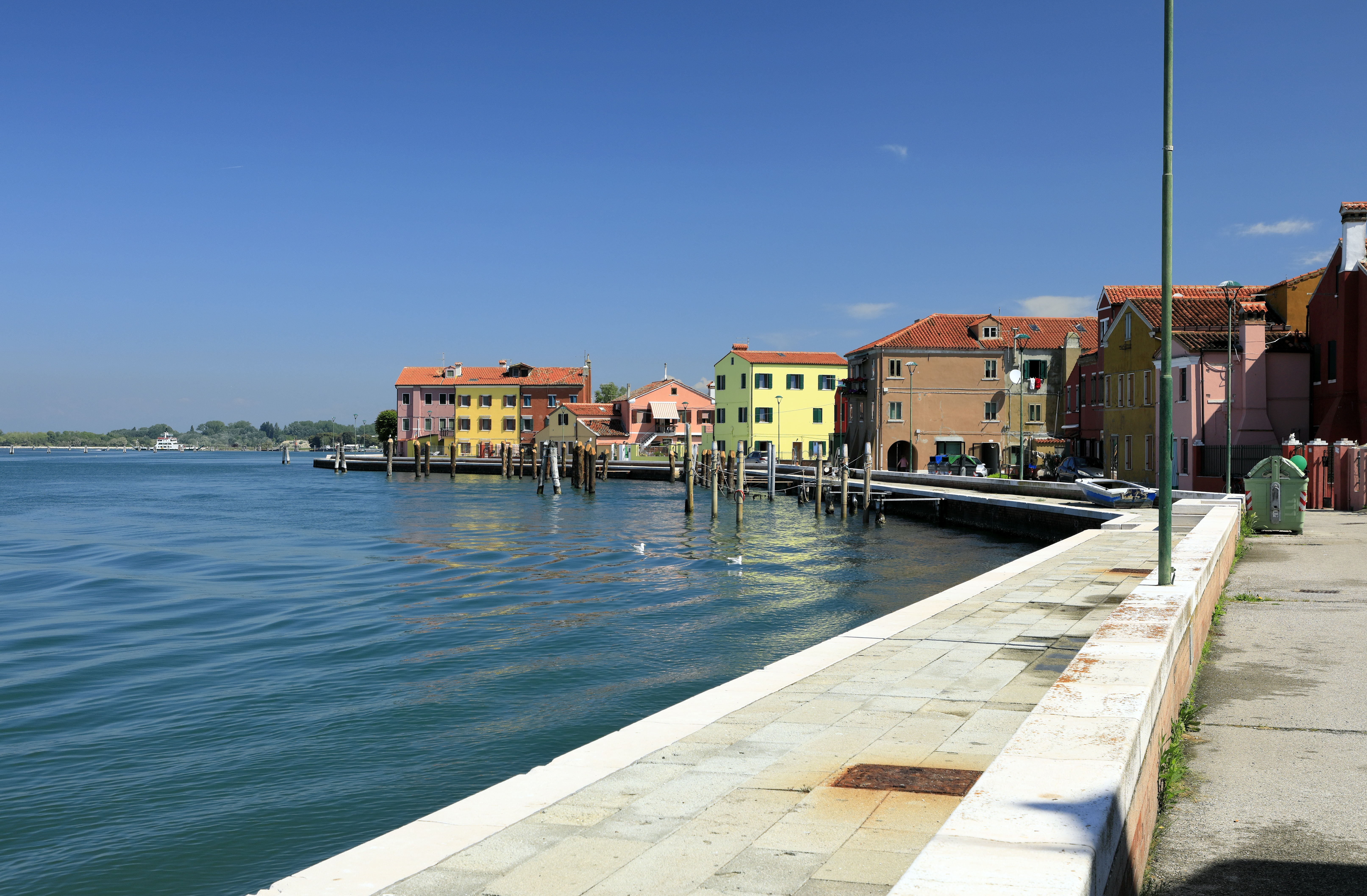
San Pietro in Volta

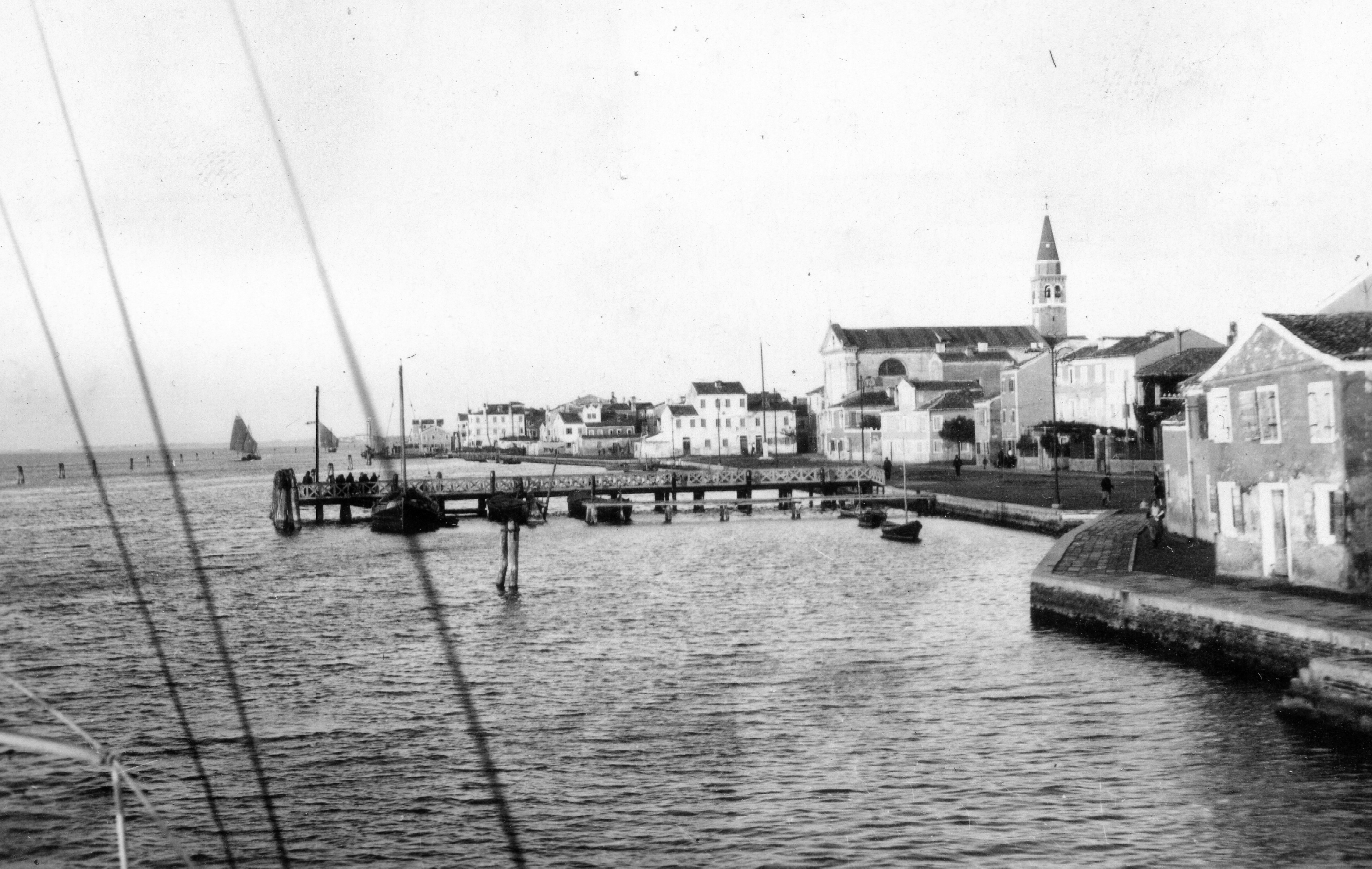
Sant’Antonio di Pellestrina, fotografiert 1931

Die anfällige Wirtschaftsstruktur, aber auch die Zerstörungskraft der Adria erlaubten den Pellestrinotti nicht, großartige Bauten zu hinterlassen, so dass nur wenige Monumente existieren. Dabei ragen die fünf Kirchen heraus, nämlich Sant’Antonio (1612 als Kapelle errichtet, 1703 vergrößert, erst 1874 Pfarrkirche, Glockenturm im Stil der Neorenaissance von 1887), San Pietro in Volta (gilt als älteste Kirche, klassizistische Fassade, sechs Seitenkapellen), Il Santuario dell’Apparizione (zum Gedenken an die besagte Marienerscheinung errichtet, zwei Altäre, 25 Votivtafeln der Fischer), Santo Stefano in Portosecco (die kleinste Kirche Pellestrinas, 1616 errichtet, 1723 Pfarrkirche, 1884 klassizistisch erweitert und renoviert) und die Chiesa di Ognissanti (auf der Insel „il duomo“ genannt, die älteste Kirche, denn sie bestand bereits 1110. Nach dem Ende des Chioggiakrieges wurde die teils zerstörte Kirche neu gebaut, vergrößert und sie erhielt sieben Altäre). Daher tragen auch Prozessionen dazu bei, mehr Besucher anzuziehen.

### Flutkatastrophen von 1966 und 2019, Zentrum des Klöppelhandwerks, Fische und Muscheln
Die Canossianerinnen dehnten nach dem Krieg ihr Zentrum aus, doch gaben sie es 1990 auf. Danach ermöglichte eine gemeinnützige Organisation unter dem Namen Villaggio Marino di Ca’ Roman Aufenthalte für Familien und Behinderte.
Die Flutkatastrophe von 1966 richtete nicht nur in der Stadt Venedig selbst Verheerungen an, sondern auch Pellestrina schien damals dem Untergang geweiht zu sein. Während die Vorbereitungen zur Evakuierung anliefen, brach das Telefonnetz zusammen, die Insel wurde vollständig überflutet. 1996 wurde ein neues Bollwerk gegen die Fluten der Adria errichtet. Auf 9 km Länge entstand ein breiter Strand mit 18 Buhnen im Abstand von jeweils 500 m. Dennoch traf die Insel am 18. November 2019 erneut eine schwere Überschwemmung, der Wasserspiegel stieg auf 1,87 m über dem Durchschnitt. Damit wurde erneut die Bedeutung der Insel als Bollwerk für die gesamte Stadt deutlich.
Um diese Aufgabe erfüllen zu können, muss die Insel ökologisch, wirtschaftlich und sozial überleben können. Dabei spielen auch traditionelle Einkommensmöglichkeiten eine Rolle. So widmet sich die Associazione Murazzo der Pflege des Klöppelhandwerks, womit Pellestrina neben Burano das Zentrum dieser bis ins 16. Jahrhundert zurückreichenden Kunst in Venetien ist; 2024 hatte die Vereinigung 20 Mitglieder, 1986 erschien ein Überblickswerk.
Von großer Bedeutung sind aber auch die gemeinschaftstiftenden Beschäftigungen, wie Veranstaltungen, Treffpunkte und Vereine. 1982 entstand mit den Polisportiva di Portosecco ein Sportverein, der sich der venezianischen Regatta, aber auch dem Kajakfahren sowie dem Boccia widmet. 1985 gründeten am Rudersport und den historischen Regatten interessierte Pellestrinotti die Associazione Remiera Pellestrina mit Sitz am kommunalen Sportzentrum Don Olinto Marella.

### Vogelschutzgebiet (ab etwa 1980)

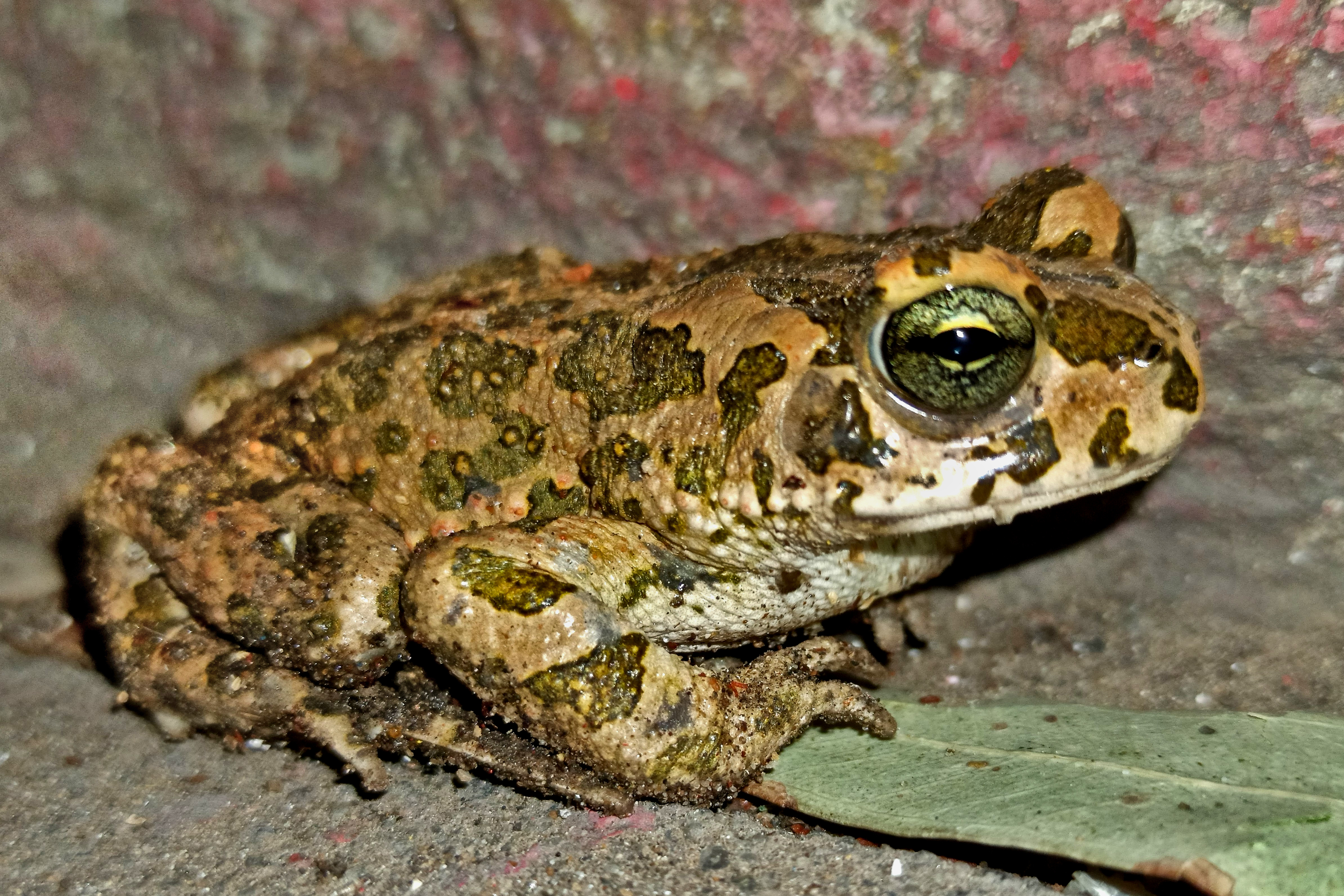
Die Wechselkröte ist auf Pellestrina noch vergleichsweise häufig anzutreffen

Ab den 1980er Jahren kümmerte sich die Vogelschutzorganisation Lega Italiana Protezione Uccelli um die Insel. 1988 gelang es, destruktive Nutzungen, wie Motocross-Rennen zu untersagen. Im Rahmen des Projekts Natura 2000 wurde die Insel Teil eines europäischen Netzwerks. 
Am Südende der Insel entstand 1988 ein Schutzgebiet, insbesondere für Seevögel, die Riserva Naturale Ca’ Roman (vgl. Ottagono Ca’ Roman). Diese Halbinsel unmittelbar gegenüber der Insel Sottomarina, die schon zu Chioggia gehört, wurde mit ihren Dünen unter Schutz gestellt. Sie bietet einen Eindruck von der Erscheinung der Insel vor dem Bau der Murazzi, mitsamt einer dichten Vegetation und zahlreichen Seevögeln. Dort befinden sich noch Bollwerke der letzten Kriege, wie die Forte Ca’ Roman, deren Baubeginn wohl um 1800 liegt.
2018 erhielten Ca’ Roman, Alberoni und San Nicolò den Status einer Special Area of Conservation, der höchsten Schutzstufe. Massive Veränderungen, wie die Entstehung einer künstlichen Insel namens piarda wurden durch das Schutzwerk MoSE ausgelöst.

## Wirtschaft

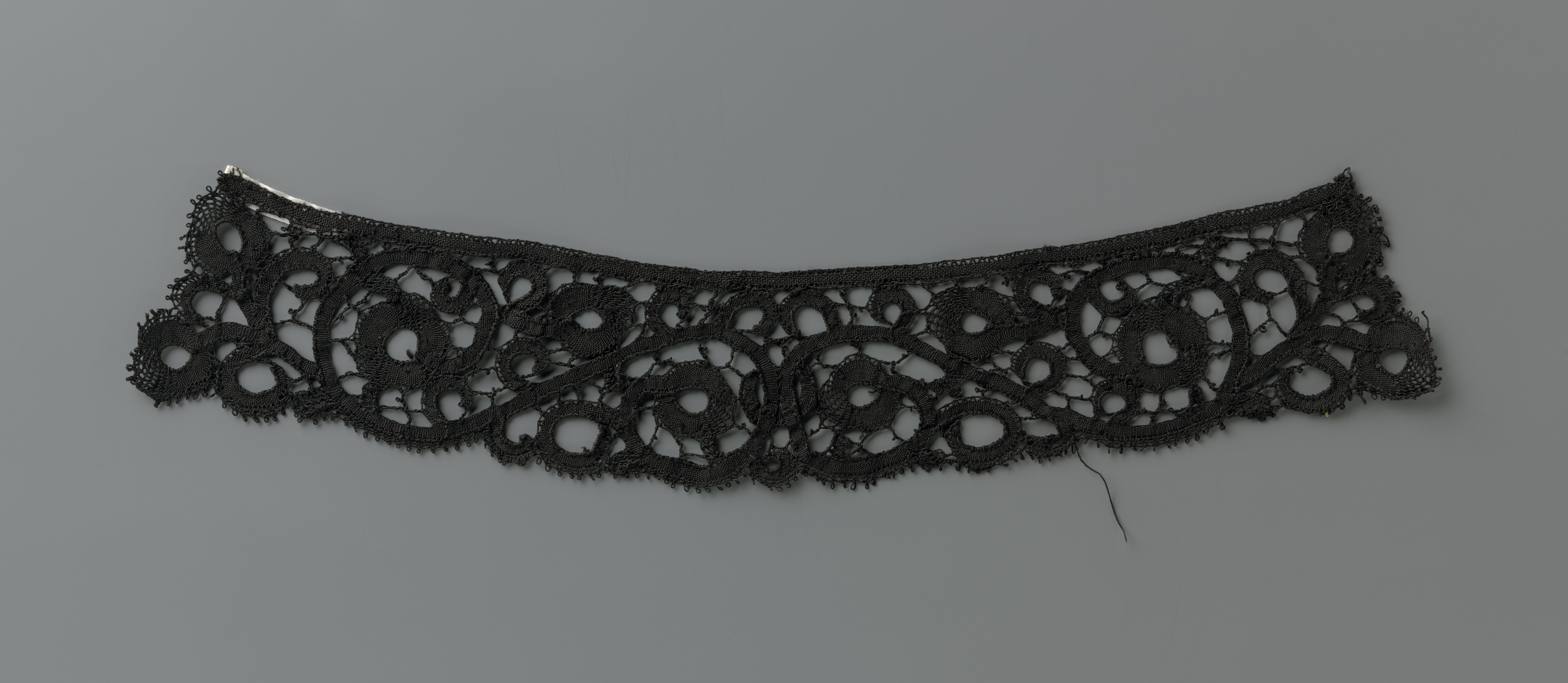
Halsband, Spitze, Anfang 20. Jahrhundert

Fischerei und Bodenbewirtschaftung dürften von Anfang an die vorherrschenden ökonomischen Grundlagen geliefert haben, zeitweise auch Weinbau. Hinzu kamen die See- und Flussschifffahrt, aber auch die Kunst der Spitzenherstellung, der merletti (Klöppeln). Diese Frauenarbeit war allerdings um 1864 so unbedeutend geworden, dass Michelangelo Jesurum, der auch der entsprechenden Produktion auf Burano zu neuer Blüte verhalf, die Frauen auf Pellestrina ermutigte und mit neuen Mustern versorgte.
Die heutigen Einwohner leben von Fisch- und Muschelfischerei, man bezeichnet sie als Caparozzolante. Durch illegales Fischen ist die Jagd nach der Venerupis philippinarum aber auch Nährboden für kriminelle Praktiken, die durch ihre Aggressivität den Untergrund der Lagune zerstören. Dies ist das Thema eines der Kriminalromane von Donna Leon (Das Gesetz der Lagune), dessen Schauplatz hauptsächlich die Insel Pellestrina ist. Daneben leben die Einwohner zunehmend vom Tourismus. Zur Beförderung, aber auch zum Schutz vor den Auswüchsen des Tourismus wurde 2013 Pellestrina Turismo gegründet.

## Verkehr

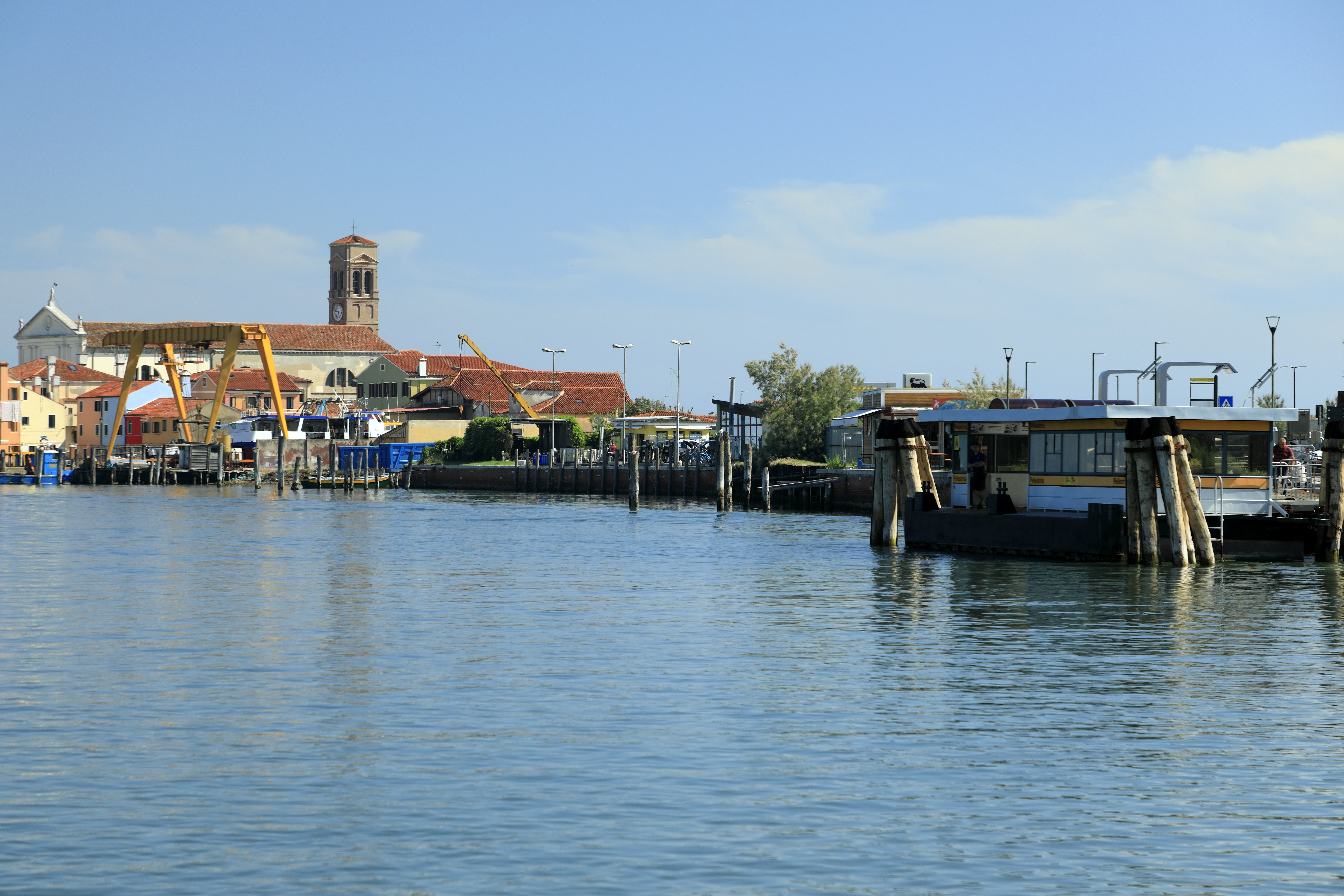
Anleger Pellestrina

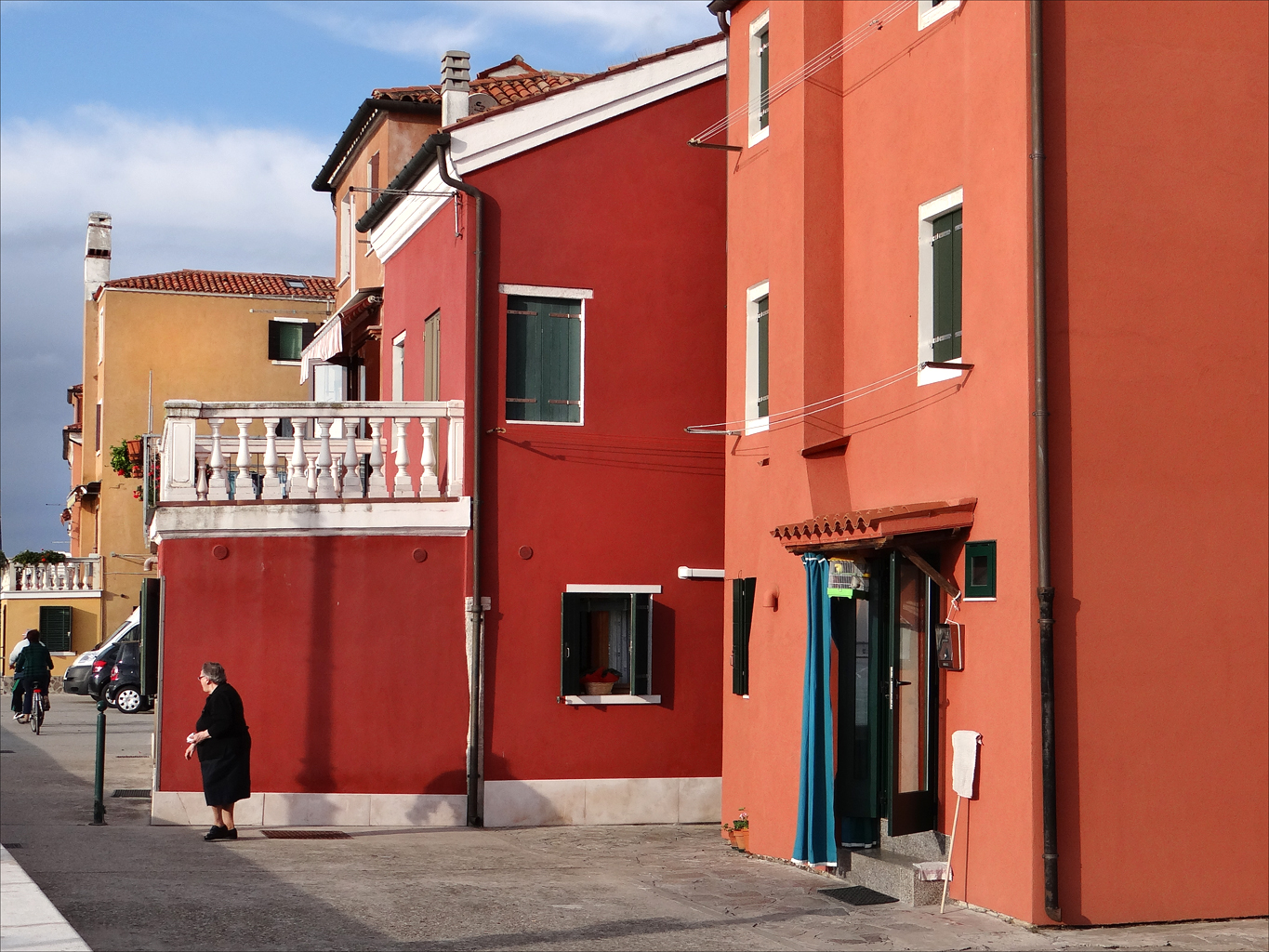
Straße in Pellestrina mit den dort typischen Häusern, die denen auf Burano ähneln

Von der Piazza Vigo in Chioggia erreicht man Pellestrina mittels der Vaporetti, die an der Haltestelle Pellestrina anlegen, aber auch auf einer Autofähre. Von dort lässt sich die Insel per Bus auf der östlichen Route parallel zur Adria der Länge nach überqueren. Dabei muss der Bus nicht verlassen werden.
Zwar ist Pellestrina aufgrund der Nähe zu Chioggia stark dorthin orientiert, doch noch mehr verbindet die langgestreckte Insel mit der Kernstadt Venedig. Dabei entwickelte die Insel eine urbanistische Struktur. Zwei parallel verlaufende Straßen erstrecken sich über die gesamte Länge der Insel, nämlich die an der Meerseite gelegene Strada dei murazzi, die über Querstraßen mit derjenigen entlang der Lagunenseite verbunden ist, die von Fahrradfahrern zunehmend genutzt wird.
In den letzten Jahrzehnten hat, bedingt durch die neue Wegeführung, vor allem der Fahrradtourismus stark zugenommen. Es führt ein überregionaler Radweg von Chioggia über Pellestrina, danach über den Lido und die Insel Sant’Erasmo bis nach Punta Sabbioni auf das Festland. Saison ist von April bis September.

## Bildung
In San Pietro in Volta (Dei Botta 323) befindet sich im Centro Civico eine Bibliothek, die Biblioteca di San Pietro in Volta "Cagnaccio di San Pietro". Sie bietet 30 Leseplätze und etwa 12.200 Bände.
In Portosecco befindet sich seit 2007 das Piccolo Museo Laguna Sud, ein kleines Museum, das sich mit der Geschichte der Insel auseinandersetzt, aber auch, wie der Name sagt, der der südlichen Lagune von Venedig. Dabei stehen die Murazzi und die Flut von 1966 im Mittelpunkt, seit 2019 mit dem neuen Saal auch La pesca di mare e di laguna, also der Fischfang in der Adria und in der Lagune.

## Belege
1. ↑  Irende Giada: Il mercato matrimoniale: una ricerca sull’isola di Pellestrina, Tesi di laurea, Padua 2019, S. 24 f. (online, PDF).
2. ↑  Vincenzo Lagioia: L’impegno la passione l’obbedienza. Olinto Marella intellettuale e sacerdote tra Otto e Novecento, tesi, Bologna 2013, S. 6 (online, PDF).
3. ↑  Irende Giada: Il mercato matrimoniale: una ricerca sull’isola di Pellestrina, Tesi di laurea, Padua 2019, S. 20.
4. ↑  Uccelli presenti a Ca’Roman.
5. ↑  Richard J. Goy: Chioggia and the Villages of the Venetian Lagoon. Studies in Urban History, Cambridge University Press, 1985, S. 113.
6. ↑  Richard J. Goy: Chioggia and the Villages of the Venetian Lagoon. Studies in Urban History, Cambridge University Press, 1985, S. 114.
7. ↑  Giuseppe Cappelletti: L’apparizione di Maria santissima sul lido di Pelestrina, Venedig 1853, S. 30 f.
8. ↑  Giuseppe Cappelletti: L’apparizione di Maria santissima sul lido di Pelestrina, Venedig 1853, S. 25.
9. ↑  Giuseppe Cappelletti: L’apparizione di Maria santissima sul lido di Pelestrina, Venedig 1853, S. 105.
10. ↑  Emma Filipponi: Venezia e l’urbanistica napoleonesca: confisca e riuso degli edifici ecclesiastici tra il 1805 e il 1807, in: La rivista di engramma 111–112 (2013) 37–49, hier: S. 39.
11. ↑  Pompeo Mangiarotti: Giornale che contiene quanto e accaduto di militare e politico in Venezia e circondario durante l’assedio cominciato col giorno 3 otobre 1813 e terminato nel 19 aprile 1814, Venedig 1814, S. 54.
12. ↑  Pompeo Molmenti, Dino Mantovani: Le isole della laguna veneta, Bergamo 1904, S. 50.
13. ↑  R. J. B. Bosworth: Italian Venice. A History, Yale University Press, New Haven / London 2014, S. 64.
14. ↑  Marco Zanetti: Da Pellestrina e dalla Laguna di Venezia a Eretz Israel, in: Mediterranea. Ricerche storiche, Jg. XVII, n. 48 (April 2020) 59–80 (online, PDF).
15. ↑  Irende Giada: Il mercato matrimoniale: una ricerca sull’isola di Pellestrina, Tesi di laurea, Padua 2019, S. 25 f.
16. ↑  14. Volkszählung von 2001, archive.org, 23. Oktober 2014.
17. ↑  G. Mariascher et al.: Il merletto di Pellestrina, Pellestrina Murazzo Associazione Culturale Sportiva, Pellestrina 1986.
18. ↑  Antonio Borgo, Luca Mamprin: Mitigare i danni sugli habitat di interesse comunitario, in: Gazzetta ambiente : rivista sull’ambiente e il territorio 24 (2018) 23–45, hier: S. 23.
19. ↑  Naturschutzgebiet Ca’ Roman.
20. ↑  Federico Tonegatti: La foresta, il mare e la laguna: un’analisi sugli attuali scenari di sviluppo locale a Ca’ Roman / The forest, the sea and the lagoon: an analysis of local development scenarios in Ca’ Roman, Venice, Diss., Padua 2022, S. 13–15.
21. ↑  Bury Palliser: History of Lace, 4. Aufl., London 1902, S. 62 (Digitalisat).
22. ↑  Biblioteca di San Pietro in Volta "Cagnaccio di San Pietro", Website der Stadt Venedig.
23. ↑  Le sale, Website des Piccolo Museo Laguna Sud.